# Alpheus felgenhaueri
Alpheus felgenhaueri  (лат.) — вид креветок из семейства Alpheidae.

## Ареал
Восточная часть Тихого океана (около западного побережья Мексики). Встречаются в приливной зоне каменистых и песчаных побережий на глубинах до 10 м.

## Описание
Мелкие ракообразные, длина тела до 30 мм. Свободноживущий вид. Таксон A. felgenhaueri принадлежит к видовой группе Diadema species group внутри рода Alpheus и морфологически сходен с видами Alpheus blachei, Alpheus splendidus, и Alpheus confusus, от которых отличается строением конечностей
.
Вид был впервые описан в 1988 году американскими зоологами Воном Кимом и Лауренсом Абелем (Kim W., Abele L. G., Department of Biological Science, Университет штата Флорида, Таллахасси, Флорида, США) и назван в честь американского биолога Брюса Фельгенгауэра (Bruce E. Felgenhauer; Department of Biological Science, Florida State University).